# 西鉄3000形電車
西鉄3000形電車（にしてつ3000けいでんしゃ）は、2006年（平成18年）にデビューした西日本鉄道（西鉄）天神大牟田線用の急行形電車。2007年（平成19年）に鉄道友の会ローレル賞を受賞した。

## 概要
西鉄3000形の導入理由は当初は老朽化した600形と700形を、後に2000形および8000形を置き換えるべく、2005年（平成17年）から製造した。導入にあたっては、車両は、鉄道事業の商品であるという考えのもと、以下の3つのコンセプトのもと、車両の仕様を決定した。
一新
現存の車両とは異なる新しいデザインで車両を作り、「ときめき」を感じる車両を作る。
快適
お客様の立場に立ち誰もが利用しやすい「ぬくもり」、「やすらぎ」を提供できる車両を作る。
高品質
社会の共感を得ることができるような「ゆとり」ある移動空間を提供できる車両を作る。
車体組み立てにはレーザー溶接を日本のオールステンレス量産車両として初めて採り入れた。これにより低コストながら高品位な車体が実現できるとしている。以上のようなコンセプトや先進技術の初採用が評価され、2007年（平成19年）には、鉄道友の会のローレル賞を受賞した。
2017年（平成29年）には3両編成×2本が柳川観光列車「水都」として、5両編成×1本が太宰府観光列車「旅人」として、それぞれ運行を開始した。

## 車両構造

### 車体

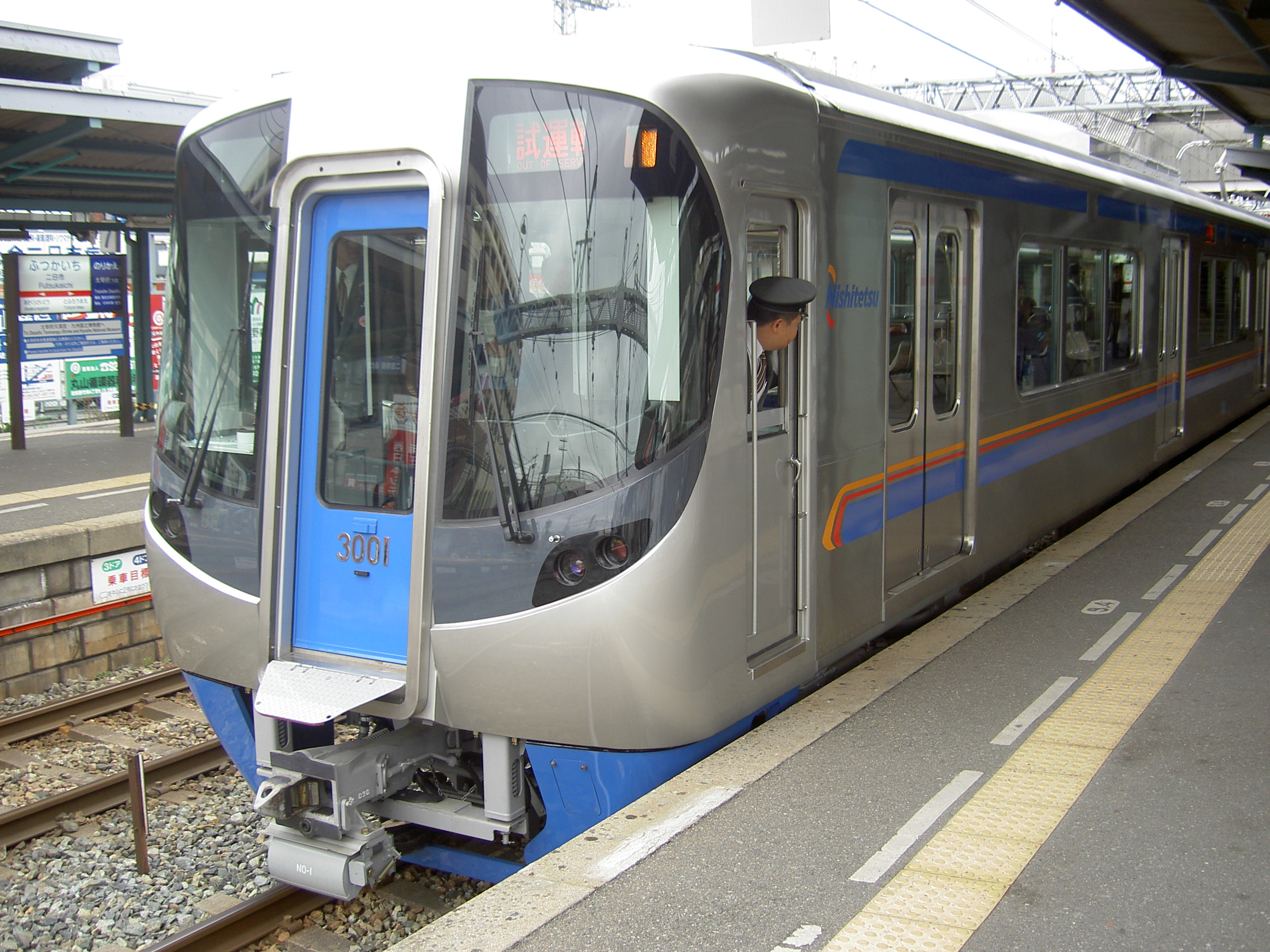
試乗会開催時における西鉄3000形

車体は軽量化により消費電力の低減 、無塗装による車体保守の簡素化を図るため、西鉄車両として初めてステンレスを使用しているほか、レーザー溶接を採用し外板の歪みを軽減を狙った。
側面は、両開き式の扉を片側3か所に配置している。客扉の間には大型窓が配置されている。
車体幅は従来車よりの2,670 mmよりも54 mm拡大した2,724 mmとし、客室スペースの拡大を図っている。
前頭部は普通鋼製で、傾斜をつけ、丸みのある形状としている。前面は貫通形で、前面窓は両側とも下部を斜めに切ったパノラミックウインドウとしてる。前面窓の真下に前照灯および尾灯を設け、前面窓上部に種別表示灯を設置している。本形式より前照灯は従来のシールドビームから高輝度HIDランプ（ディスチャージヘッドランプ）に変更した。
車体塗装は無塗装ステンレス地（前頭部は銀色地）とし、車体側面窓下に西鉄のコーポレートカラーでもある、ブルー・イエロー・レッドの3色の帯を入れ、側面上部にもブルーの帯を入れている。また、貫通扉や前面排障器（スカート）はブルーとしている。
従来車の前面方向幕は行先と列車種別を同位置に表示するものであったが、本形式では列車前方から見て左側の窓上に列車種別表示器を、右側窓上に行先表示器を分けて装備した。ワンマン列車として運行することはないが、方向幕の中に7000形から踏襲した「ワンマン」の幕がある。近年、これを液晶ディスプレイに変更した車両が見られる。

### 主要機器
台車は6050形6157編成以来採用している川崎重工業製の軸梁式軸箱支持ボルスタレス台車の改良版 KW-161B（動力台車）、KW-162B（付随台車）を採用している。3両編成の大牟田側制御車ク3000は将来の主電動機増設に対応するよう、制御車でありながら台車は動力台車を装着した。
主電動機は出力175 kWの全閉外扇式台車架装式かご形三相誘導電動機 SEA-412 で、2両編成の制御電動車モ3100の連結面側台車の中央寄りには7000形・7050形と同様に、主電動機を搭載していないため、2両編成は1基の制御器で3個の主電動機を制御する1C3Mとなっている。
制御装置は、東芝製IGBT素子によるVVVFインバータ制御装置を搭載している。
パンタグラフは、シングルアーム式としている。
冷房装置は従来の集約分散式から集中式としイニシャルコストやメンテナンスコストの低減の図っている。

### 運転装置
7000形と同型のT型ワンハンドルマスコンを採用し、低床式運転台としている。音声合成式自動案内放送装置と、カラーディスプレイ表示の運転支援装置を装備している。

### 車内
座席は乗降扉間が転換式クロスシートで、8000形や2000形とは異なり乗降扉寄りの座席も転換式となっている。乗降扉と座席の間には防風板を設けている。なお、車端の連結部には4人掛けのバケットタイプロングシートを設置しており、一部は優先席としている。室内の騒音低減、空調効果向上を図るため、車両間に妻引き戸を設置している。この他、先頭車両には車椅子スペースを設けている。
車内には液晶ディスプレイを設置しており、主に列車の行き先・停車駅案内・乗客へのお願いなどを流している。7000・7050形と同様にLED式の車内案内表示器もドア上部に千鳥配置で設置している。
2015年（平成27年）に増備した3114編成より、化粧板・防風板・天井板など車内の一部の部品を変更している。

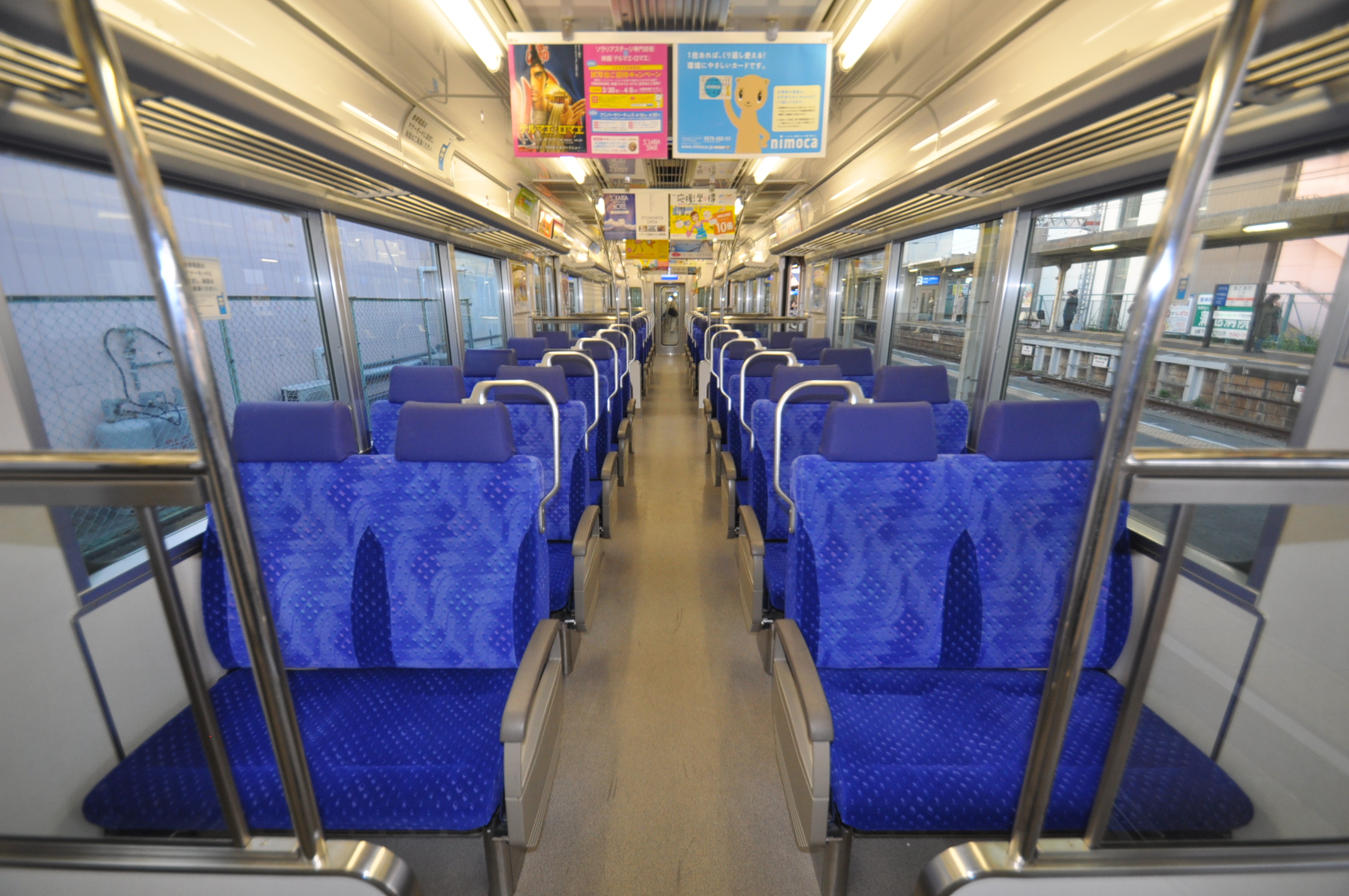
車内
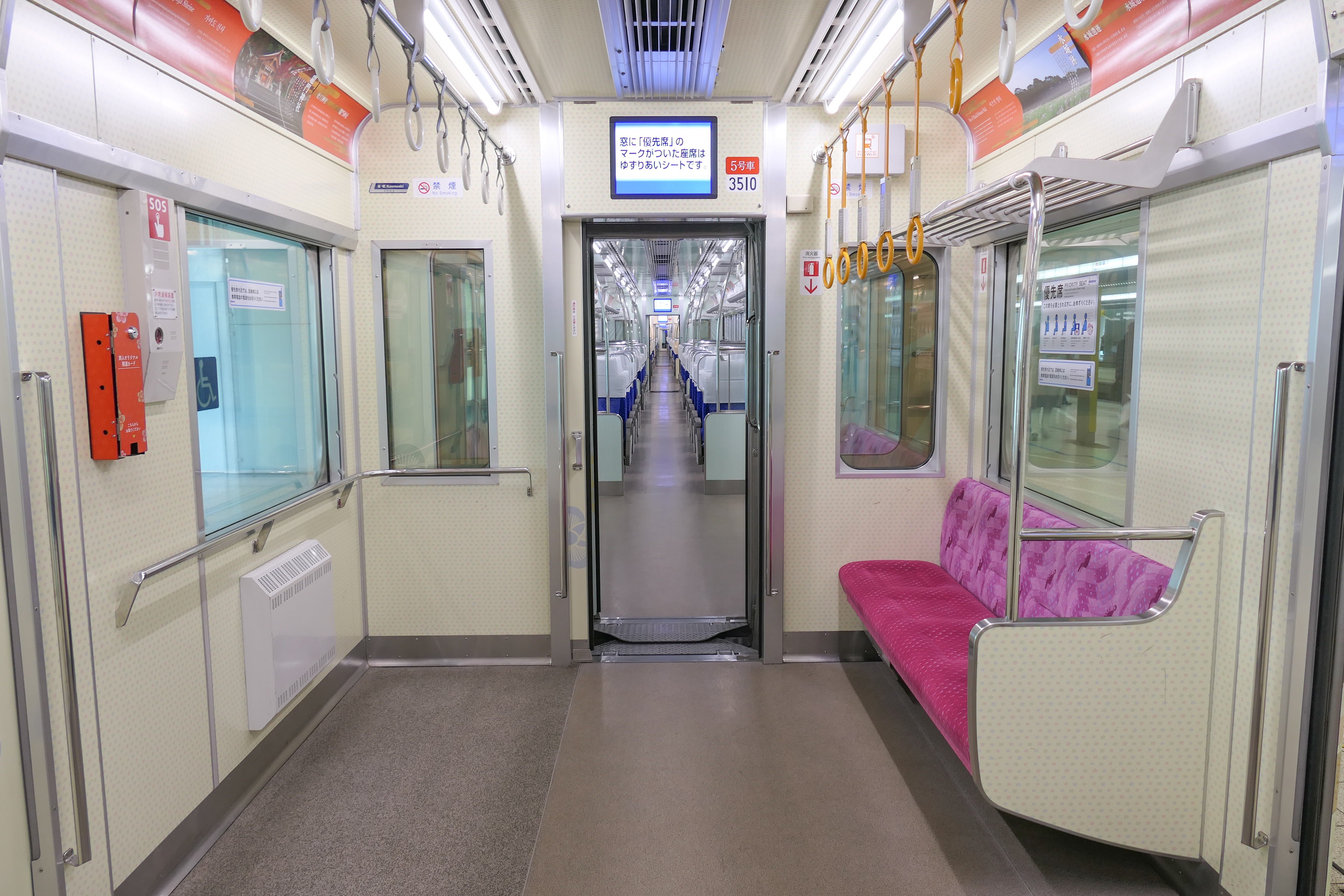
先頭車車端部のロングシート・車椅子スペース（3510号車）
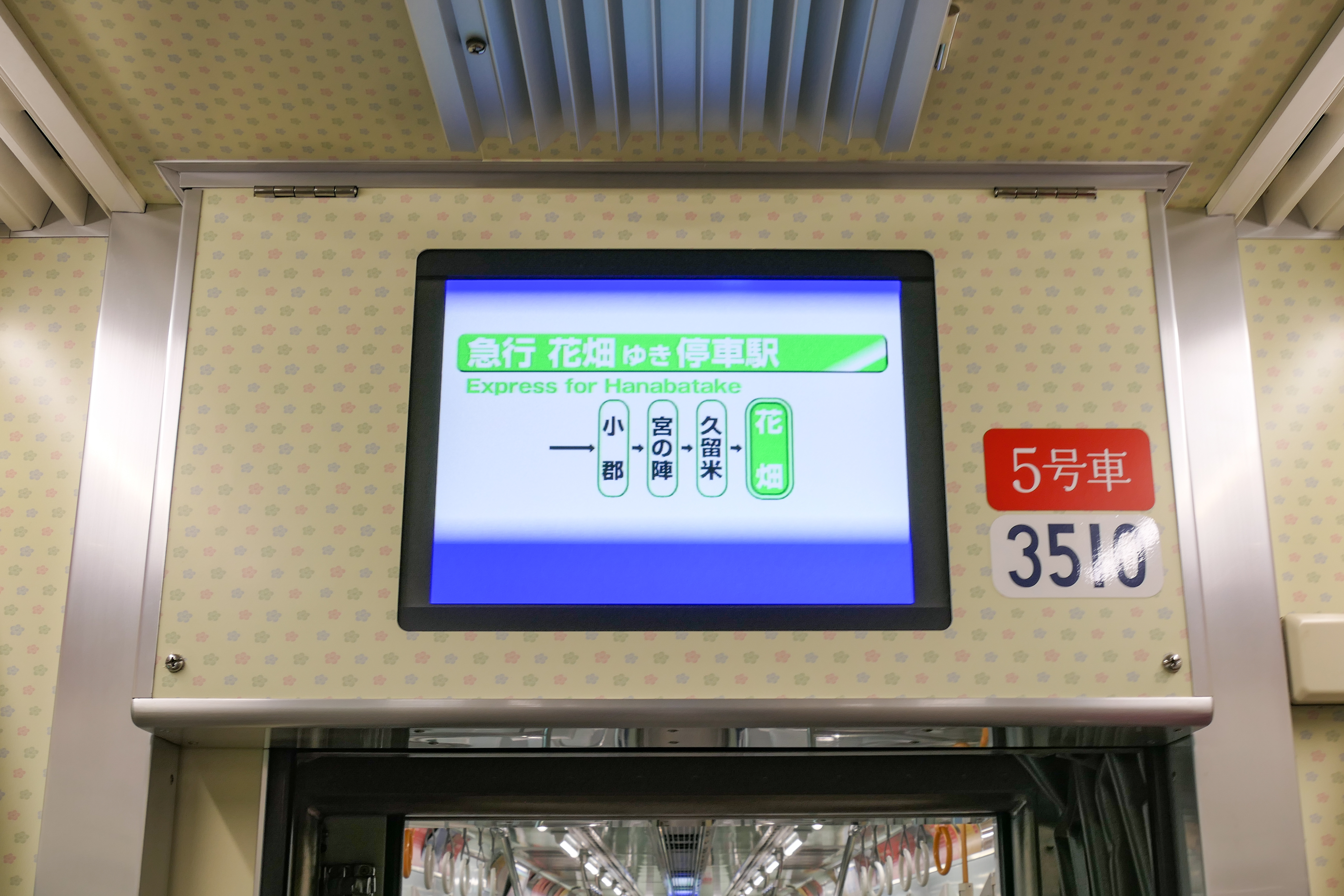
LCD案内表示器 （3510号車）

## 形式
車両番号は以下の種類に分かれる。
- ク3000：3両編成・5両編成の大牟田方先頭車（制御車）。
- モ3100：2両編成の大牟田方先頭車（制御電動車）。パンタグラフ2基・制御装置・補助電源装置を搭載する。
- モ3300：3両編成の中間電動車、5両編成の大牟田方中間電動車。パンタグラフ2基・制御装置・補助電源装置を搭載する。
- サ3400：5両編成の付随車。空気圧縮機を搭載する。
- モ3600：5両編成の福岡・太宰府方中間電動車。パンタグラフ2基・制御装置・補助電源装置を搭載する。
- ク3500：福岡・太宰府方先頭車（制御車）。空気圧縮機を搭載する。

## 編成表
2024年（令和6年）4月1日現在
| ← 大牟田福岡（天神）・太宰府 → | ← 大牟田福岡（天神）・太宰府 → | ← 大牟田福岡（天神）・太宰府 → | ← 大牟田福岡（天神）・太宰府 → | ← 大牟田福岡（天神）・太宰府 → | ← 大牟田福岡（天神）・太宰府 → | ← 大牟田福岡（天神）・太宰府 → | ← 大牟田福岡（天神）・太宰府 → |
| ------------------------------ | ------------------------------ | ------------------------------ | ------------------------------ | ------------------------------ | ------------------------------ | ------------------------------ | ------------------------------ |
| 形式                           | ク3000 （Tc1）                 | ＜＞ モ3300 （M1）             | サ3400 （T）                   | ＜＞ モ3600 （M2）             | ク3500 （Tc2）                 | 竣工                           | 備考                           |
| 搭載機器                       |                                | VVVF SIV                       | CP                             | VVVF SIV                       | CP                             | 竣工                           | 備考                           |
| 車両番号                       | 3009                           | 3309                           | 3409                           | 3609                           | 3509                           |                                |                                |
| 車両番号                       | 3010                           | 3310                           | 3410                           | 3610                           | 3510                           |                                | 「旅人 -たびと-」              |
| 車両番号                       | 3011                           | 3311                           | 3411                           | 3611                           | 3511                           |                                |                                |
| 車両番号                       | 3012                           | 3312                           | 3412                           | 3612                           | 3512                           |                                |                                |

| ← 大牟田福岡（天神）・太宰府 → | ← 大牟田福岡（天神）・太宰府 → | ← 大牟田福岡（天神）・太宰府 → | ← 大牟田福岡（天神）・太宰府 → | ← 大牟田福岡（天神）・太宰府 → | ← 大牟田福岡（天神）・太宰府 → |
| ------------------------------ | ------------------------------ | ------------------------------ | ------------------------------ | ------------------------------ | ------------------------------ |
| 形式                           | ク3000 （Tc1）                 | ＜＞ モ3300 （M）              | ク3500 （Tc2）                 | 竣工                           | 備考                           |
| 搭載機器                       |                                | VVVF SIV                       | CP                             | 竣工                           | 備考                           |
| 車両番号                       | 3001                           | 3301                           | 3501                           |                                |                                |
| 車両番号                       | 3002                           | 3302                           | 3502                           |                                |                                |
| 車両番号                       | 3006                           | 3306                           | 3506                           |                                |                                |
| 車両番号                       | 3007                           | 3307                           | 3507                           |                                |                                |
| 車両番号                       | 3015                           | 3315                           | 3515                           | 2015/03/17                     |                                |
| 車両番号                       | 3016                           | 3316                           | 3516                           | 2015/03/19                     |                                |
| 車両番号                       | 3017                           | 3317                           | 3517                           | 2016/03/02                     | 「水都 -すいと-」              |
| 車両番号                       | 3018                           | 3318                           | 3518                           | 2016/03/12                     | 「水都 -すいと-」              |

| ← 大牟田福岡（天神）・太宰府 → | ← 大牟田福岡（天神）・太宰府 → | ← 大牟田福岡（天神）・太宰府 → | ← 大牟田福岡（天神）・太宰府 → | ← 大牟田福岡（天神）・太宰府 → |
| ------------------------------ | ------------------------------ | ------------------------------ | ------------------------------ | ------------------------------ |
| 形式                           | ＜＞ モ3100 （Mc）             | ク3500 （Tc）                  | 竣工                           | 備考                           |
| 搭載機器                       | VVVF SIV                       | CP                             | 竣工                           | 備考                           |
| 車両番号                       | 3103                           | 3503                           |                                |                                |
| 車両番号                       | 3104                           | 3504                           |                                |                                |
| 車両番号                       | 3105                           | 3505                           |                                |                                |
| 車両番号                       | 3108                           | 3508                           |                                |                                |
| 車両番号                       | 3113                           | 3513                           |                                |                                |
| 車両番号                       | 3114                           | 3514                           | 2015/03/03                     |                                |
| 車両番号                       | 3119                           | 3519                           | 2016/03/24                     |                                |
| 車両番号                       | 3120                           | 3520                           | 2016/03/26                     |                                |

凡例
- VVVF：制御装置
- SIV：補助電源装置
- CP：空気圧縮機

## 製造
当初は2005年（平成17年）度から2007年（平成19年）度までに3両編成×3本、2両編成×4本の計17両を製造することを発表した、2007年（平成19年）2月27日に発表された第11次中期経営計画（2007 - 2009年度）の中において、本形式32両の追加投入を盛り込んだ。
2006年（平成18年）3月に3両編成×2本（3001F・3002F）・2両編成×2本（3103F・3104F）、2007年（平成19年）8月に3両編成×1本（3006F）・2両編成×1本（3105F）、2008年（平成20年）3月に3両編成×1本（3007F）・2両編成×1本（3108F）、2009年（平成21年）3月に5両編成×2本（3009F・3010F）、2010年（平成22年）3月に5両編成×2本（3011F・3012F）と2両編成×1本（3113F）が落成し、2005年（平成17年）度から2009年（平成21年）度までに13編成42両を就役した。
2015年（平成27年）からは8000形との置き換えを目的に導入を進め、同年2両編成×1本（3114F）・3両編成×2本（3015F・3016F）を投入し、2016年（平成28年）に2両編成×2本（3017F・3018F）・3両編成×2本（3119F・3120F）を投入した。これにより3両編成×8本、2両編成×8本、5両編成×4本の20編成60両となった。

## 運用
2006年（平成18年）3月25日から営業運転を開始した。営業運転開始当初は、6両編成を主に優等列車に、4両編成を主に普通に充当していた。その後同年6月3日からは、3両編成と2両編成を連結した5両編成で主に急行に充当。2008年（平成20年）より2000形を代替し、2010年（平成22年）3月までの増備で5両編成での最大8本使用が可能となり、日中の全ての急行に3000形が使用することが多くなった。
2012年（平成24年）夏には、電力需給逼迫により節電要請が出されたため、平日昼間の列車が減車され、通常では行わない5両編成での特急運用や3両編成単独での運用も行った。
製造を再開した後の2015年（平成27年）4月より、8000形の代替として6両編成（3両編成×2本または2両編成×3本連結）で特急に使用することが多くなり、それ以前にも正月・ゴールデンウィークなどの多客期に7両編成として特急運用に入れた例や、先述の節電運行時の5両編成特急運用などはあったが、これ以降、通常時にも特急に使用するようになった。5両編成はこれ以降も日中の急行に使用しているが、日中の急行は3000形だけでは賄えなくなったため、9000形や5000形も充当されている。
なお、従来の特急・急行用車両と同様、ラッシュ時には普通列車にも使用し、2021年（令和3年）3月にダイヤ改正より、日中時間帯の普通列車の定期運用にも充当されている。
2024年（令和6年）4月19日・5月7日・5月17日・5月21日には、臨時有料座席列車「Nライナー」として、5両編成が使用された。
水都編成は主に福岡 - 大牟田間の特急列車で運用され、旅人編成は福岡 - 太宰府間の急行・普通列車で運用される。

## ラッピング車両
- 2016年（平成28年）3月に福岡ドームで開催されたももいろクローバーZのライブにあわせて、2016年（平成28年）3月3日から5月21日まで、3011編成の各車両にメンバー[注 1]がラッピングされた「毎日トレイン にしてつ電車だZ」を運行した[19][20]。また、3月19日からは急行運用の一部駅到着時に、メンバーによる車内アナウンスも行った[21]。
- 2016年（平成28年）7月23日から9月28日まで、3010編成がアニメ映画『ONE PIECE FILM GOLD』のラッピングを施した[22]。
- 2017年（平成29年）2月1日から5月11日まで、3012編成が大木町の農産物をPRするラッピングを施した「おお貴族ラッピング電車」として運行した[23][24]。
- 2017年（平成29年）7月21日から9月8日まで、3012編成が『劇場版ポケットモンスター キミにきめた!』公開を記念した「にしてつポケモンクイズラリー」に合わせ、ドア部分に映画のシーンおよびポケモンをラッピング、さらにピカチュウのヘッドマークを掲出した「ポケモントレイン」として運行した[25][26]。
- 2018年（平成30年）5月25日から12月下旬まで、3015+3016編成が「にしてつ110年目の車窓から」をコンセプトに、天神大牟田線系統の全62駅をデザインした110周年記念ラッピング車両として運行した[27][28]。
- 2018年（平成30年）8月11日から天神エリアで開催される「TENJIN AMURO MONTH」および安室奈美恵のファイナルイベント「namie amuro Final Space」に併せ、3011編成にメインビジュアルと展覧会メインビジュアルで装飾したラッピング電車を8月11日から9月16日まで運行した[29][30]。期間中は福岡（天神）駅の発車メロディが代表曲である「Hero」（オルゴール調）に変更された[29]。
- 2024年（令和6年）4月12日から、3011編成が西鉄電車の開業100周年を記念した「西鉄電車開業100周年記念ラッピング電車」として運行している[31][32]。

## 柳川観光列車「水都」

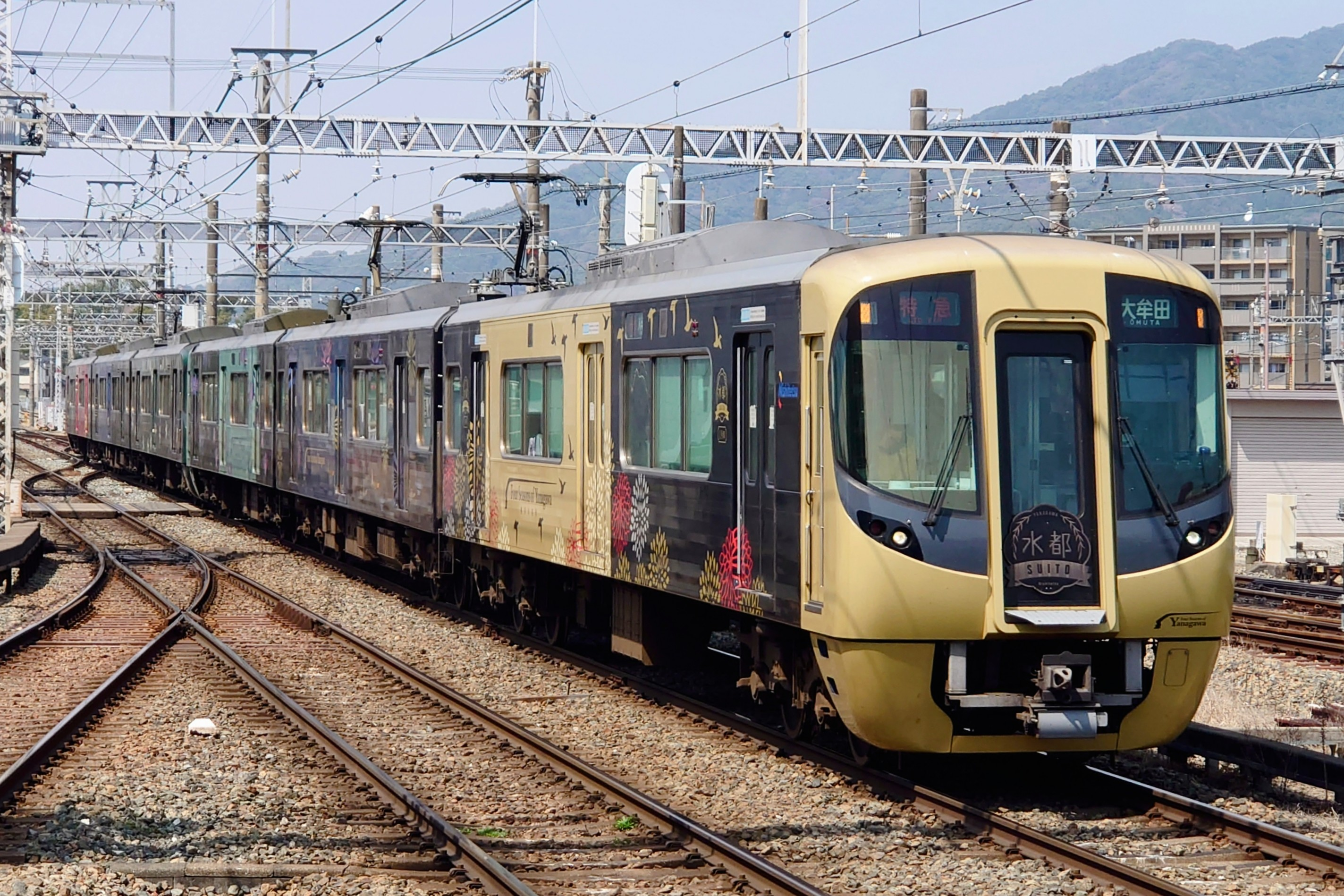
2代目「水都」

柳川観光列車「水都（すいと）」は2015年（平成27年）秋に登場した列車で、初代は8000形を改造して運行していたが、老朽化により2017年（平成29年）7月で引退が決定。その代替として3017編成・3018編成が改造された。改造費用は約3,300万円。
車両デザインは、”柳川の伝統と四季の彩り”をテーマに、さげもんや白秋祭など古くから続く伝統行事や、柳川に咲く花を車両デザインにしてにしている。また、城下町柳川に息づく武家文化を象徴する「漆黒」を全車両に使用している。
各車両を各季節のコンセプトでまとめており、季節をあしらったデザインとしている。

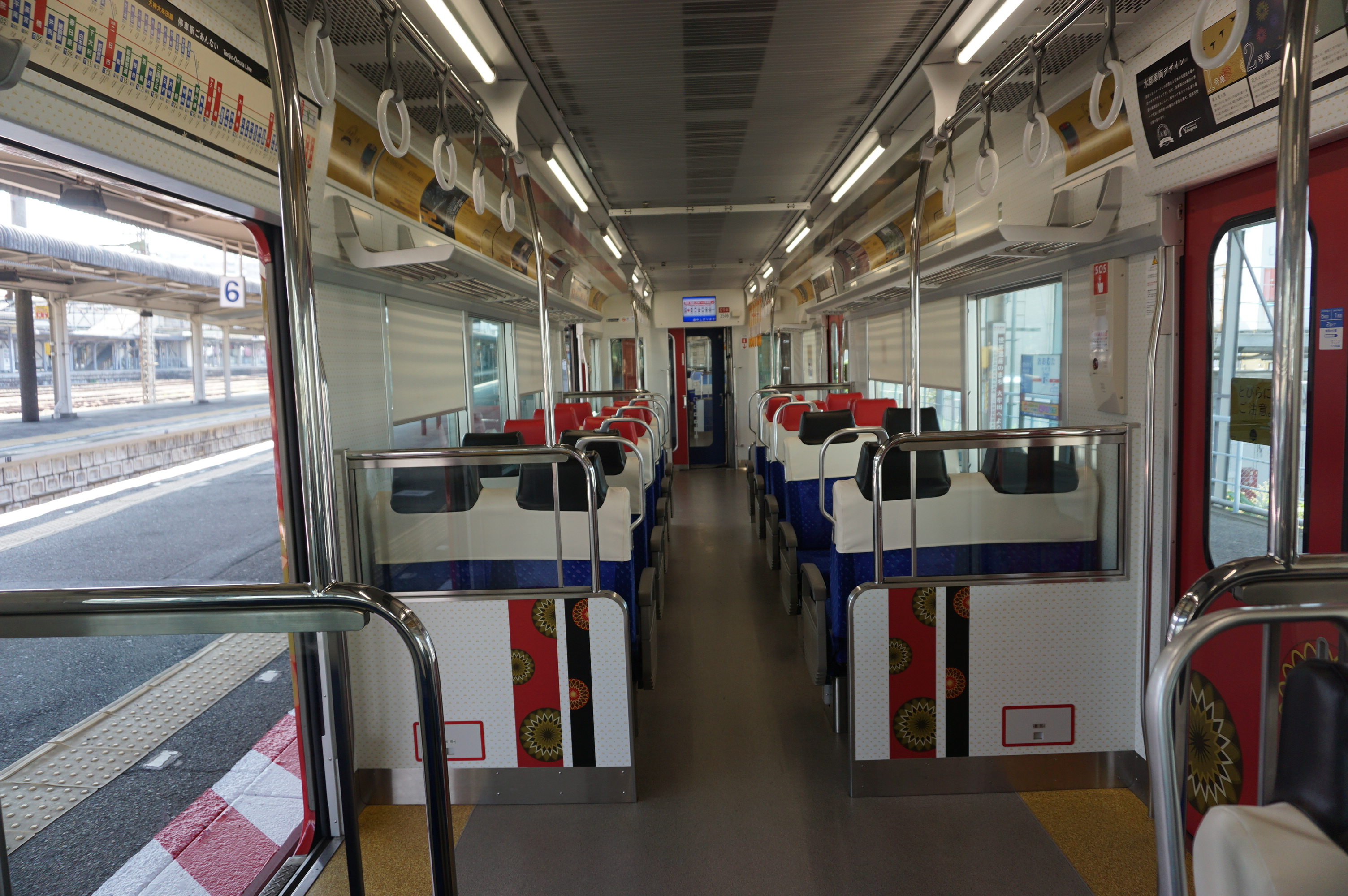
1号車（3017号車）：秋・冬 -菊の節句と御花に越冬する鴨-
- 2号車（3317号車）：夏・秋 -有明海花火フェスタと白秋祭-
- 3号車（3517号車）：初夏 -花菖蒲-
- 4号車（3018号車）：初夏 -からたちの花-
- 5号車（3318号車）：春 -柳の新緑と水面-
- 6号車（3518号車）：春 -柳川まりと雛祭り-

2号車には柳川の特産品や、立花家史料館より寄贈した柳川藩主立花家伝来品をイメージさせる文化財レプリカの展示のためディスプレイキャビネットを設置しているほか、各車両には、柳川藩主立花家の鎧や刀などを紹介する6種類の記念乗車カードを設置している。 
無料公衆無線LANサービス「Nishitetsu Train Free Wi-Fi」を新たに導入し、増加する訪日外国人観光客をはじめとする来街者の利便性向上を図っている。
2017年（平成29年）7月22日に福岡（天神）駅で8000形「水都」からの引継式を実施し、同日の福岡（天神）駅11時00分発大牟田行き特急（第A111列車）より運行を開始した。
- 3518号車 車内

## 太宰府観光列車「旅人」

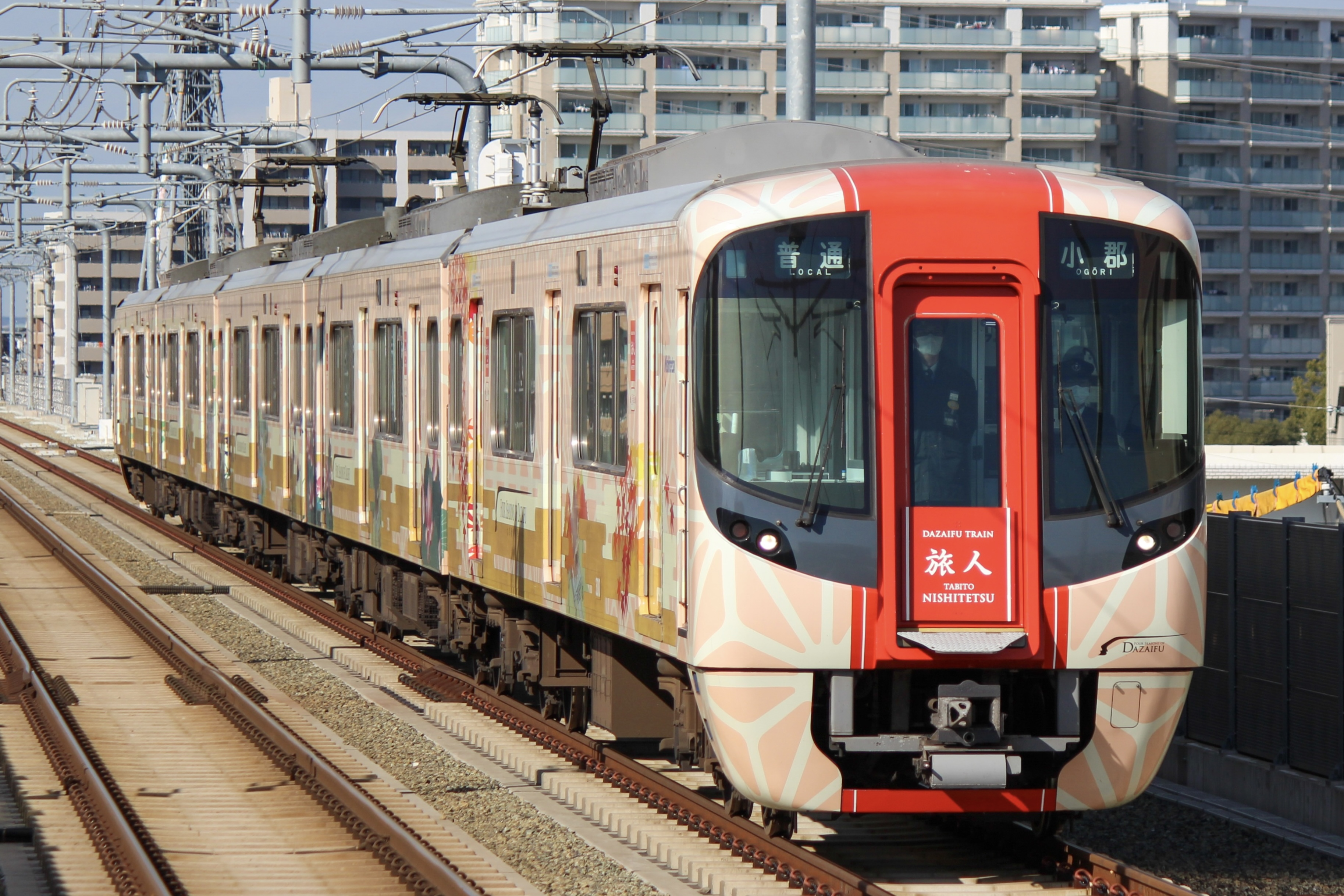
2代目「旅人」

太宰府観光列車「旅人（たびと）」は2014年（平成26年）3月に登場した列車で、初代は8000形を改造して運行していたが、老朽化により2017年（平成29年）9月で引退し、その代替として3010編成が改造された。改造費用は約3,300万円。
車両デザインは太宰府のさまざま観光名所や太宰府に咲く花を絵巻風デザインした外装と5つの開運模様で構成している。
- 1号車（3010号車）：「竈門神社」と「紅葉」・紗綾形文様
- 2号車（3310号車）：「榎社」と「蓮の花」・瓢箪文様
- 3号車（3410号車）：「太鼓橋」と「花菖蒲」・雷文様
- 4号車（3610号車）：「菅原道真公」と「藤」・蝶文様
- 5号車（3510号車）：「太宰府天満宮」と「梅」・梅文様

各車両に設定された開運テーマ・和文様がデザインされたカードをそれぞれの車両に設置しているほか、3号車には新たに「願い事の紙」と「祈願箱」を設置している。願い事の紙を竈門神社に持っていくと、オリジナル記念品が受け取れる。持っていけない場合は祈願箱に入れると、西日本鉄道が代わりに奉納する。
「水都」と同様に、「Nishitetsu Train Free Wi-Fi」サービスが利用できる。
2017年（平成29年）9月16日に西鉄福岡（天神）駅で、8000形「旅人」との引継式を実施し、同日の福岡（天神）駅10時48分発太宰府行き急行（第L103列車）より運行を開始した。

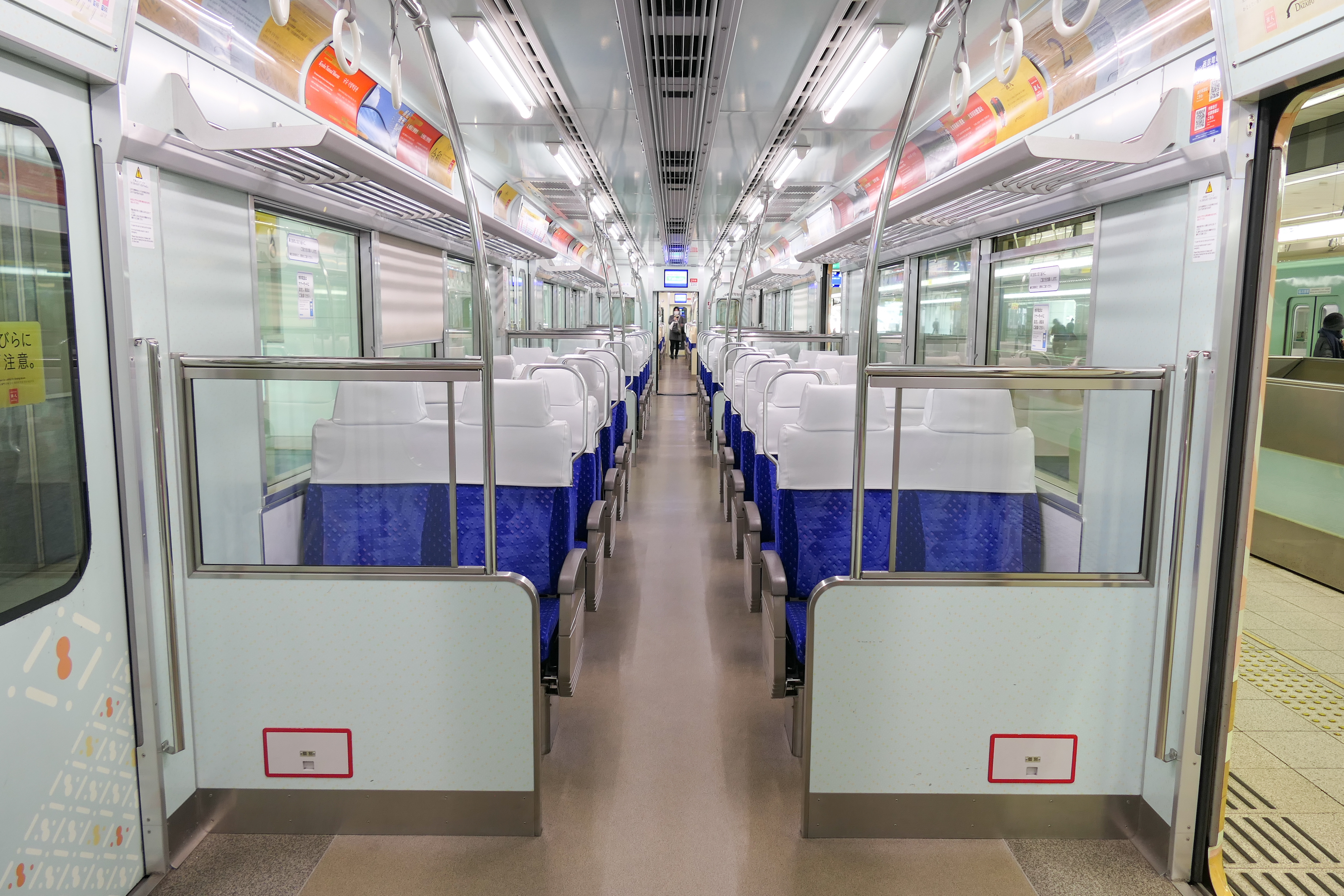
3310号車 車内
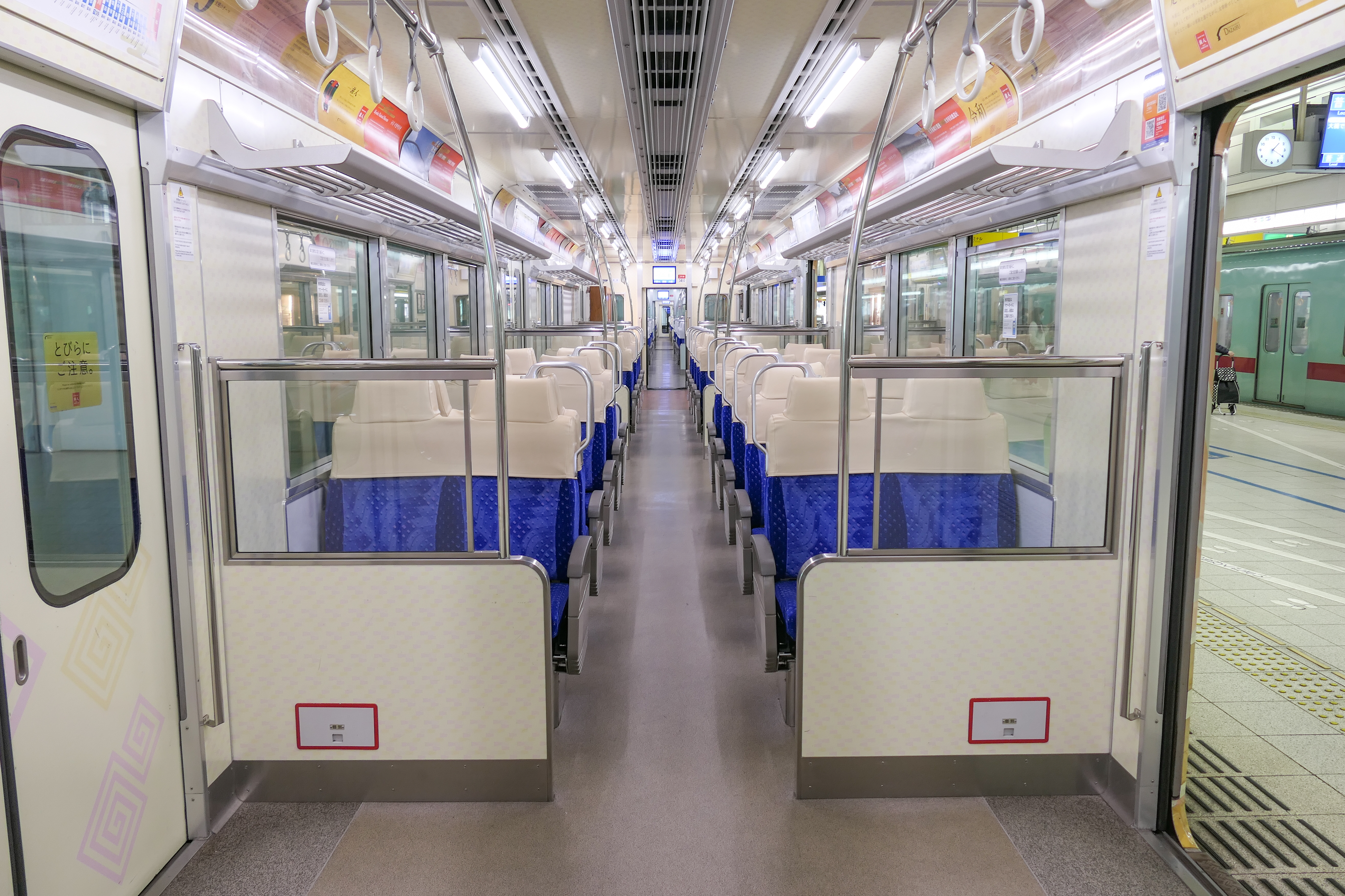
3410号車 車内
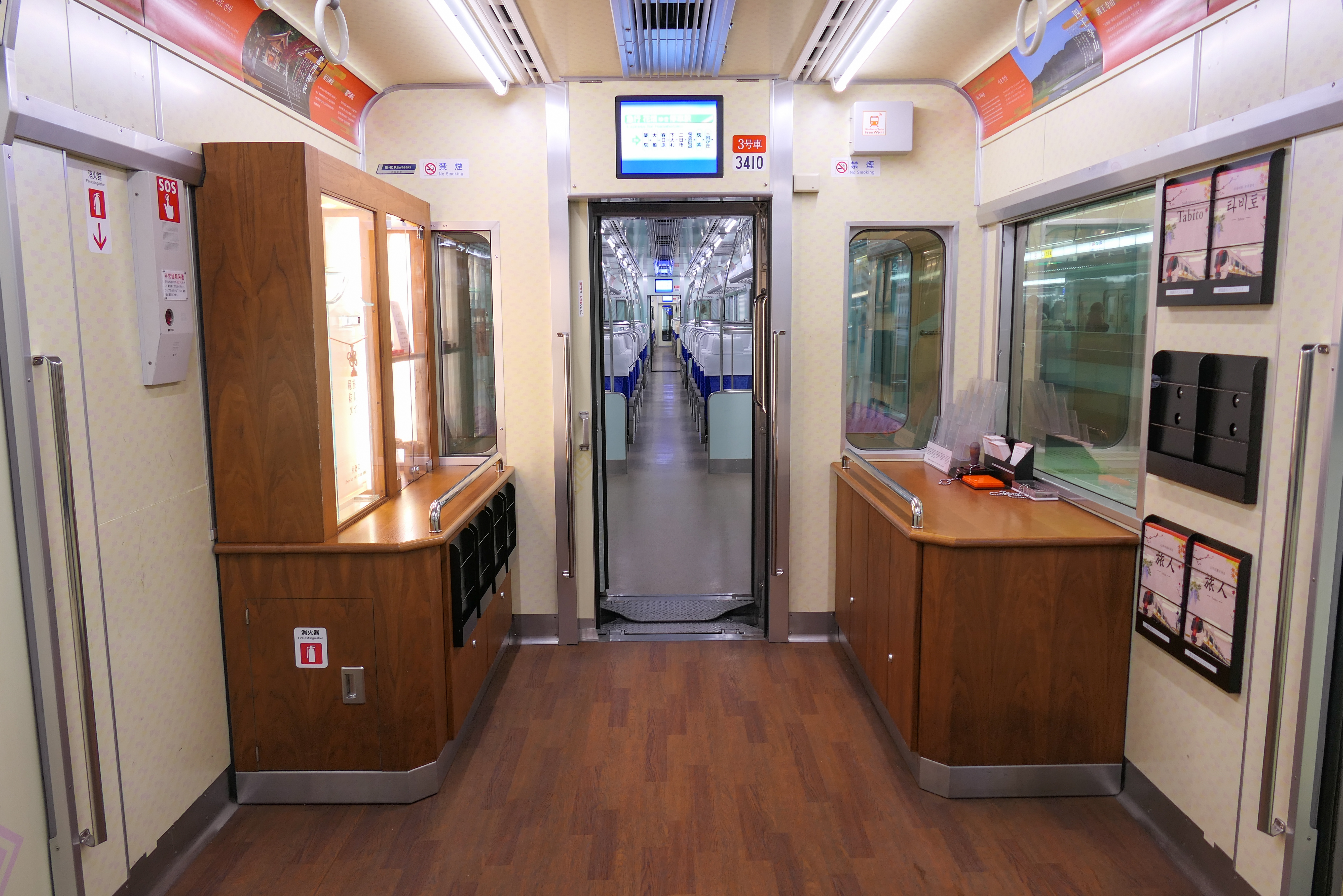
3410号車 車端部
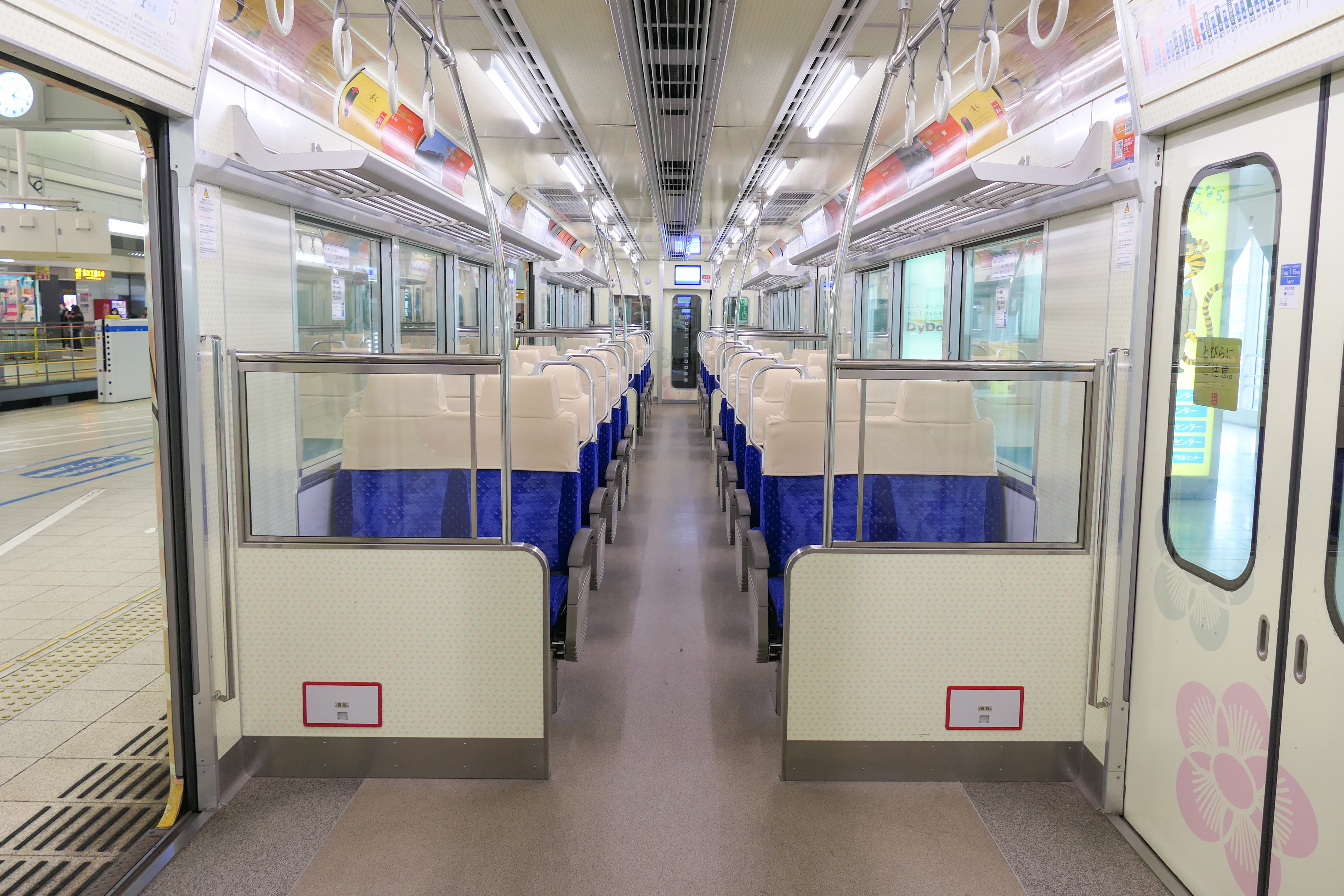
3510号車 車内